# واوا دوم
واوا دوم (به انگلیسی: Vava II) یک کشتی است که طول آن 96.83 m و  ارتفاع آن 8.5 m می‌باشد.